# Maison Henri II (La Rochelle)
La maison Henri II (également dite hôtel Pontard ou maison de Diane de Poitiers), bâtie au XVIe siècle, est située au 11 rue des Augustins et rue Chaudrier à La Rochelle, en France. Elle est  classée au titre des monuments historiques en 1897.

## Historique
Cette demeure se situe rue des Augustins. Les noms qui lui ont été attribués se rapportent au style de l'édifice Henri II. Le bâtiment est construit vers 1555 par Hugues Pontard, seigneur de Champdeniers, procureur du Roi, à l'emplacement de l'ancien hôtel de Baillac, qui existait au XIIIe siècle et qu'hâbita le maire Jean Chaudrier au XIVe siècle. L'édifice de style renaissance, attribué à l'architecte Léonard de La Réau, se compose de deux pavillons de hauteur différente, réunis par une galerie à deux étages. À la mort de son propriétaire, mort de la peste en 1565, sa demeure est transmise à son fils François Pontard, sieur du Treuil-Charay, maire de La Rochelle en 1567. Le nouveau propriétaire est élevé à l'âge de 27 ans à la dignité de maire. Maire qui fit basculer la ville dans le camp du prince de Condé.
Au XVIIe siècle, la maison devient une auberge ayant pour enseigne « L'Etang ». Puis en 1695, le Bureau des finances de la généralité de La Rochelle s'y installe. À noter que le Corps de ville y siégea jusqu'en 1748, date à laquelle le vieil échevinage lui fut rendu. 

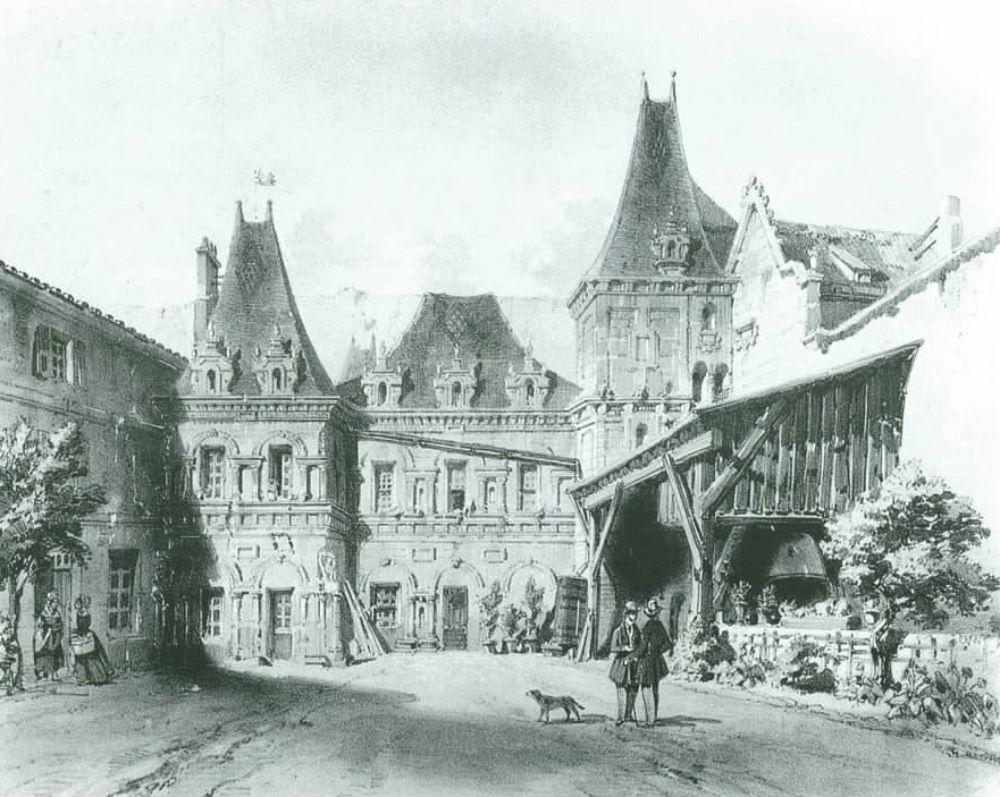
Lithographie de 1847.

Le 19 avril 1894, la ville acquiert la maison Henri II et le terrain attenant appartenant à la famille Véron. La ville construit sur le terrain acquis des locaux pour la Caisse d'épargne. La ville entreprend la restauration de l'édifice en juin 1901 sous la direction de monsieur Ballu, architecte en chef des Monuments historiques. Il fallut seulement une année pour la restaurer, jardin compris.  
À noter, qu'à gauche du portail d'entrée se trouvait une glacière,,.
L'ensemble rejoignait à l'origine l'immeuble du 26 rue Dupaty.
Le bâtiment a abrité, à partir de 1975, les collections de la Société d'archéologie et d'histoire de l'Aunis.
Depuis 2013, à l’initiative du sociologue Jean Duvignaud, la Maison Henri II accueille Le Centre Intermondes, espace international de résidence artistique dédié à la création contemporaine sous toutes ses formes (plastiques, numériques, musicales, littéraires…). 
Le bâtiment est classé au titre des monuments historiques par arrêté du 3 décembre 1897.

## Architecture

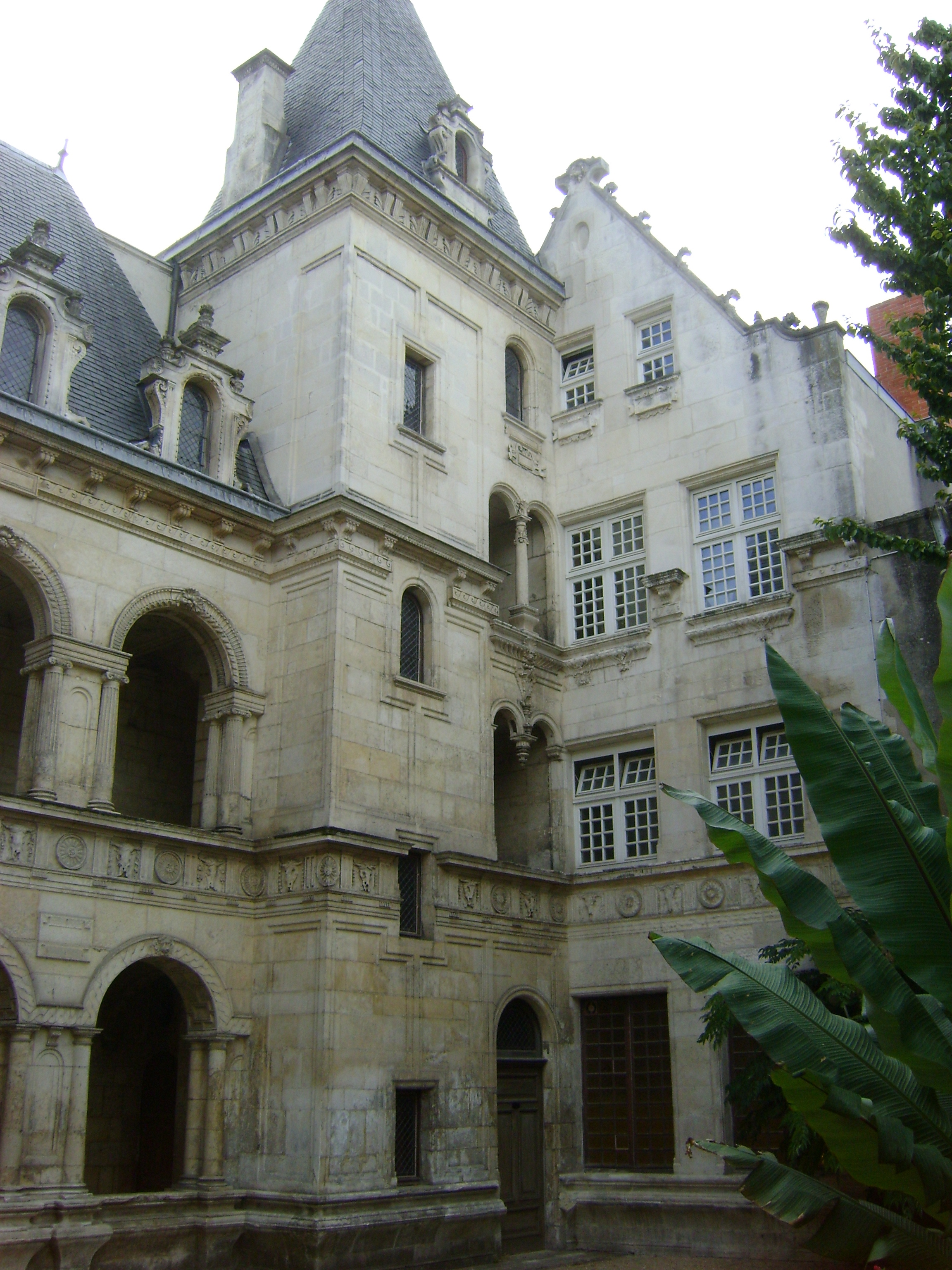
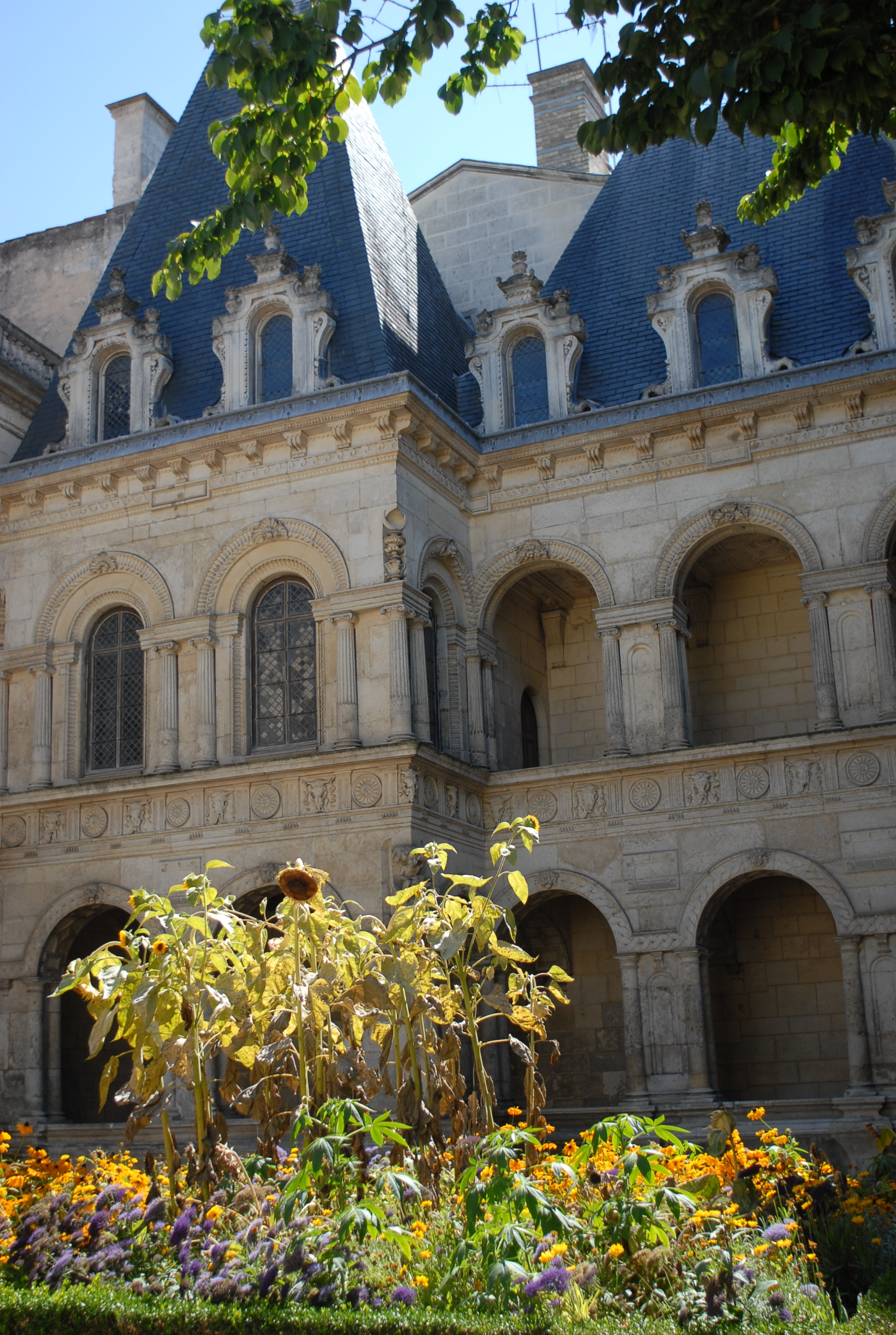
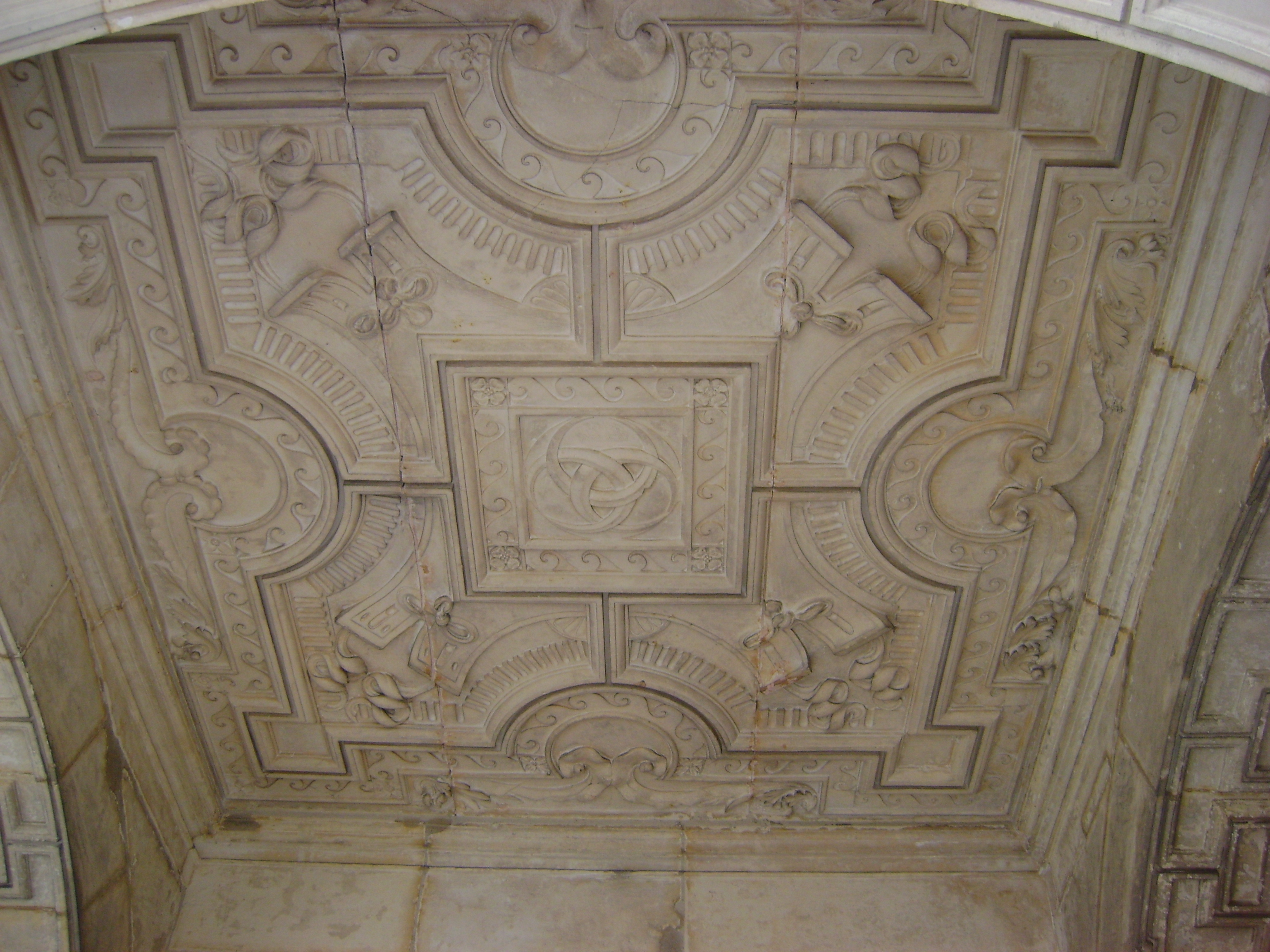
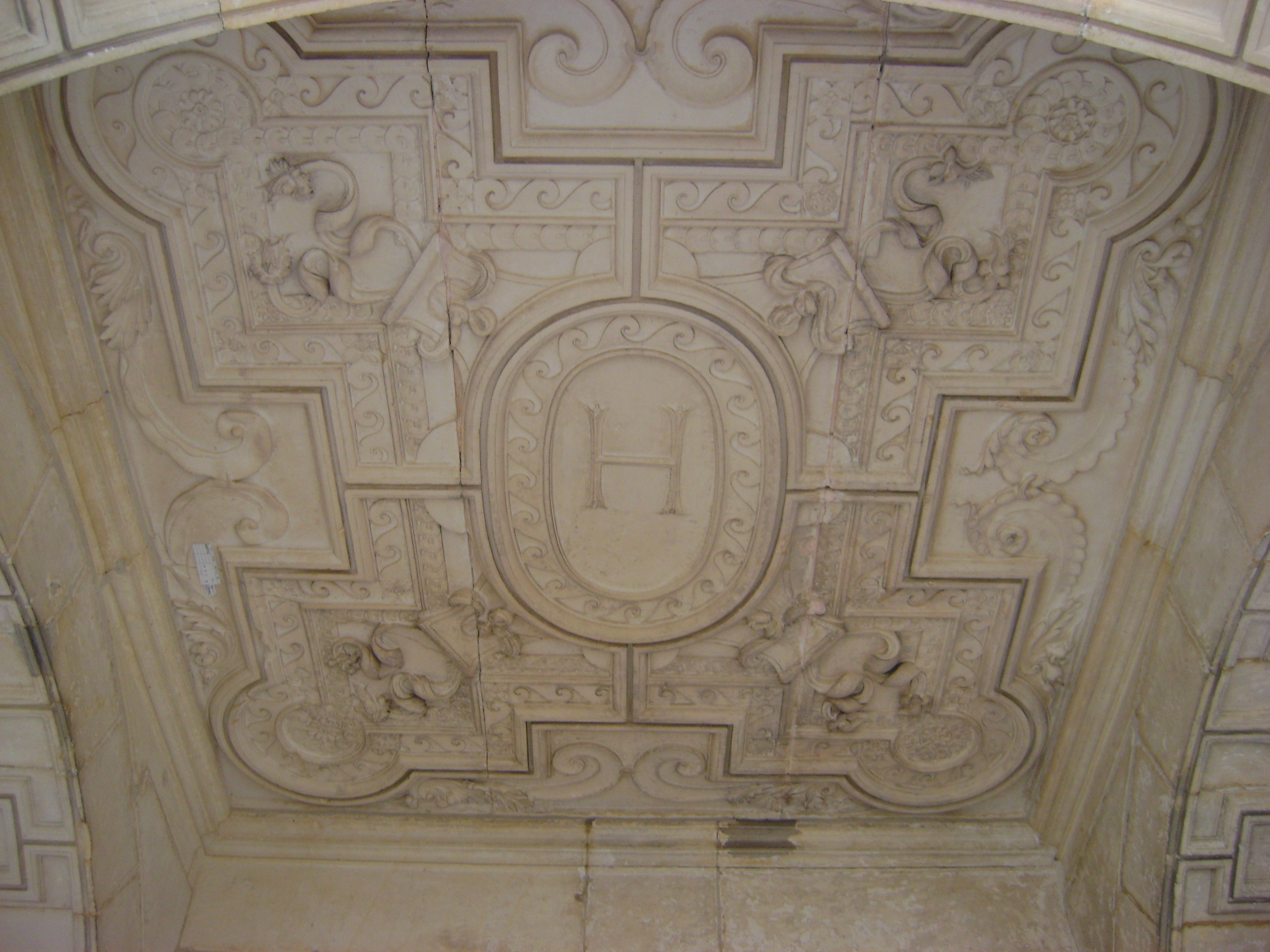
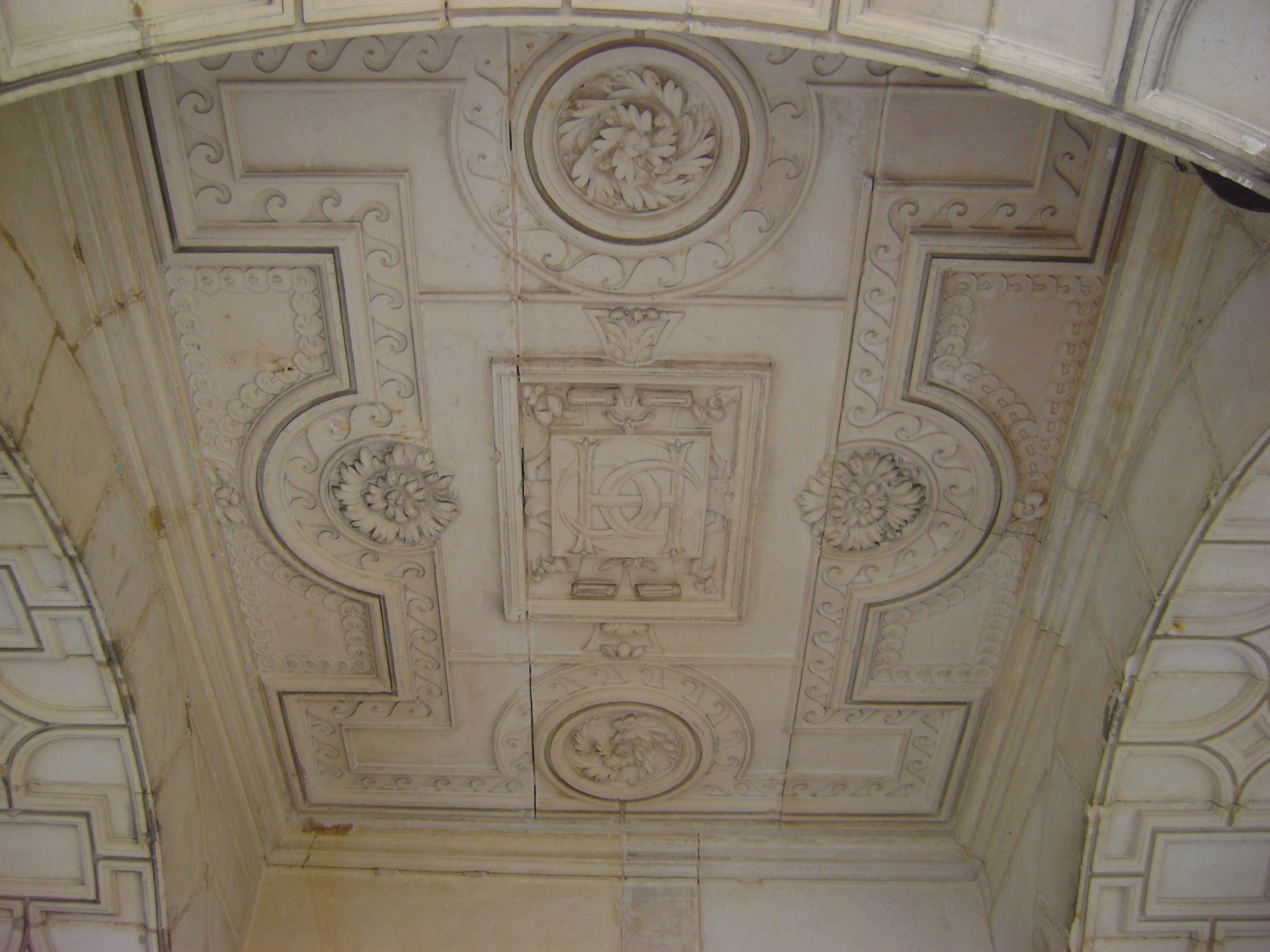
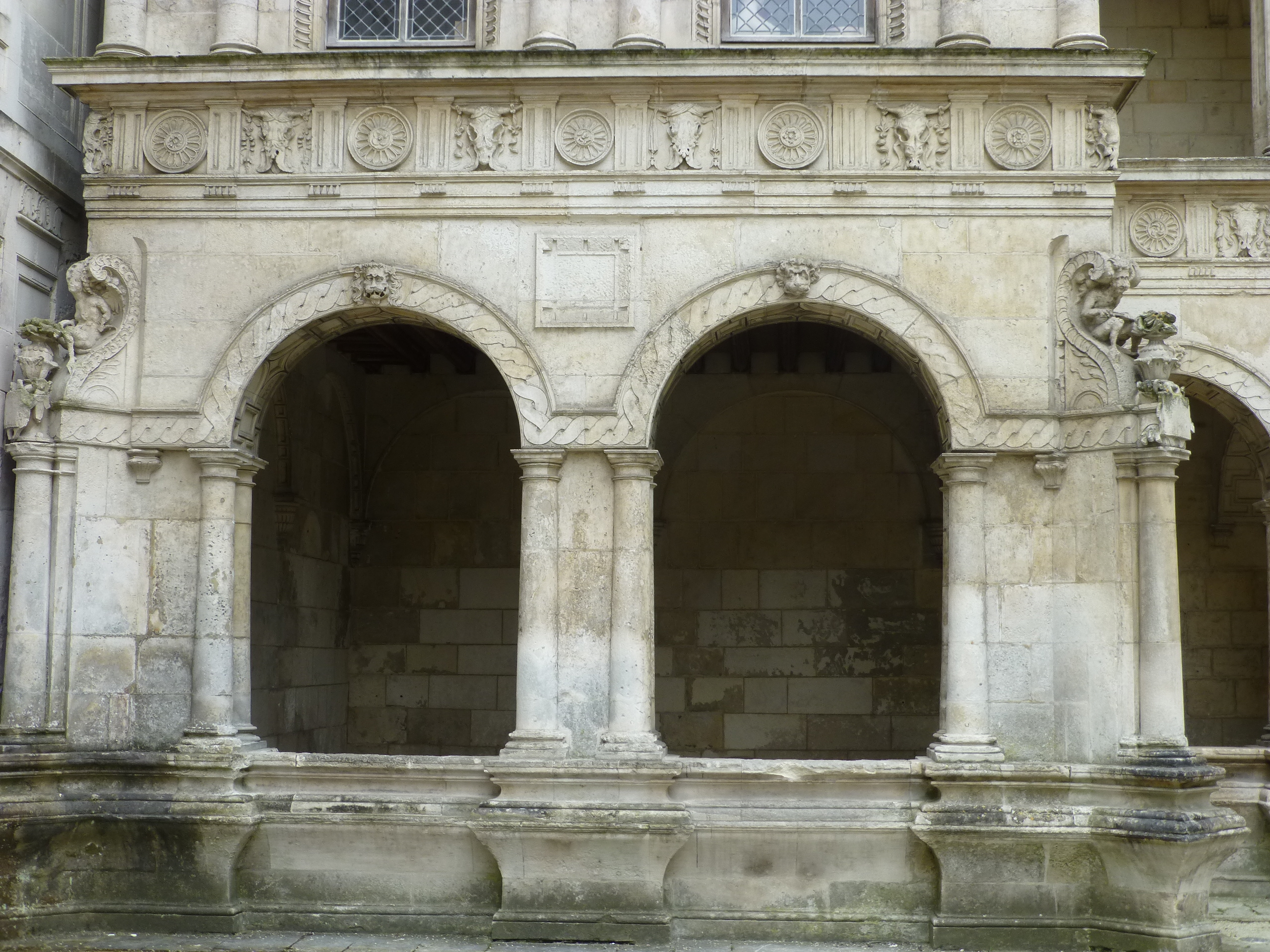